# Еліас Кусманен
Матті Еліас Кусманен (фін. Matti Elias Kuosmanen; нар. 2 вересня 1995) — фінський борець греко-римського стилю, дворазовий бронзовий призер чемпіонатів Європи, учасник Олімпійських ігор.

## Життєпис
Боротьбою почав займатися з 2000 року. У 2011 році став чемпіоном світу серед кадетів. Наступного року повторив цей результат на чемпіонаті Європи серед кадетів, а на чемпіонаті світу став третім. У 2017 році завоював срібну медаль чемпіонату Європи серед молоді, такого ж результату досяг на чемпіонату світу серед молоді.
Виступє за борцівський клуб Helsingin Haka. Тренери — Акі Таріно, Саулі Хейнонен.

## Спортивні результати на міжнародних змаганнях

### Виступи на Олімпіадах
| Змагання                    | Збірна    | Вагова категорія                  | Місце |
| --------------------------- | --------- | --------------------------------- | ----- |
| Літні Олімпійські ігри 2020 | Фінляндія | греко-римська боротьба, до 130 кг | 16    |

### Виступи на Чемпіонатах світу
| Змагання                        | Збірна    | Вагова категорія                 | Місце |
| ------------------------------- | --------- | -------------------------------- | ----- |
| Чемпіонат світу з боротьби 2017 | Фінляндія | греко-римська боротьба, до 98 кг | 15    |
| Чемпіонат світу з боротьби 2018 | Фінляндія | греко-римська боротьба, до 97 кг | 19    |
| Чемпіонат світу з боротьби 2019 | Фінляндія | греко-римська боротьба, до 97 кг | 11    |

### Виступи на Чемпіонатах Європи
| Змагання                         | Збірна    | Вагова категорія                 | Місце  |
| -------------------------------- | --------- | -------------------------------- | ------ |
| Чемпіонат Європи з боротьби 2016 | Фінляндія | греко-римська боротьба, до 98 кг | 16     |
| Чемпіонат Європи з боротьби 2017 | Фінляндія | греко-римська боротьба, до 98 кг | 10     |
| Чемпіонат Європи з боротьби 2018 | Фінляндія | греко-римська боротьба, до 97 кг | Бронза |
| Чемпіонат Європи з боротьби 2019 | Фінляндія | греко-римська боротьба, до 97 кг | Бронза |
| Чемпіонат Європи з боротьби 2020 | Фінляндія | греко-римська боротьба, до 97 кг | 5      |

### Виступи на Європейських іграх
| Змагання              | Збірна    | Вагова категорія                 | Місце |
| --------------------- | --------- | -------------------------------- | ----- |
| Європейські ігри 2019 | Фінляндія | греко-римська боротьба, до 97 кг | 13    |

### Виступи на Північних чемпіонатах
| Змагання                            | Збірна    | Вагова категорія                 | Місце  |
| ----------------------------------- | --------- | -------------------------------- | ------ |
| Північний чемпіонат з боротьби 2013 | Фінляндія | греко-римська боротьба, до 96 кг | Бронза |
| Північний чемпіонат з боротьби 2015 | Фінляндія | греко-римська боротьба, до 98 кг | 4      |
| Північний чемпіонат з боротьби 2016 | Фінляндія | греко-римська боротьба, до 98 кг | Бронза |
| Північний чемпіонат з боротьби 2017 | Фінляндія | греко-римська боротьба, до 98 кг | 5      |

### Виступи на інших змаганнях
| Змагання                                                    | Збірна    | Вагова категорія                  | Місце  |
| ----------------------------------------------------------- | --------- | --------------------------------- | ------ |
| Турнір Германа Каре 2012                                    | Фінляндія | греко-римська боротьба, до 96 кг  | 11     |
| Турнір Германа Каре 2013                                    | Фінляндія | греко-римська боротьба, до 96 кг  | Бронза |
| Кубок Арво Хаавісто 2013                                    | Фінляндія | греко-римська боротьба, до 96 кг  | 5      |
| Турнір Германа Каре 2014                                    | Фінляндія | греко-римська боротьба, до 98 кг  | Золото |
| Золотий Гран-прі з боротьби 2014 (Сомбатгей)                | Фінляндія | греко-римська боротьба, до 98 кг  | 12     |
| Меморіал Кристьяна Палусалу 2014                            | Фінляндія | греко-римська боротьба, до 98 кг  | 5      |
| Кубок Вантаа з боротьби 2014                                | Фінляндія | греко-римська боротьба, до 98 кг  | 5      |
| Турнір Германа Каре 2015                                    | Фінляндія | греко-римська боротьба, до 98 кг  | Бронза |
| Кубок Вантаа з боротьби 2015                                | Фінляндія | греко-римська боротьба, до 98 кг  | 5      |
| Кубок Арво Хаавісто 2015                                    | Фінляндія | греко-римська боротьба, до 98 кг  | Срібло |
| Тор Мастерс 2016                                            | Фінляндія | греко-римська боротьба, до 98 кг  | 9      |
| Меморіал Кристьяна Палусалу 2016                            | Фінляндія | греко-римська боротьба, до 98 кг  | Срібло |
| Турнір Германа Каре 2017                                    | Фінляндія | греко-римська боротьба, до 98 кг  | Золото |
| Тор Мастерс 2017                                            | Фінляндія | греко-римська боротьба, до 98 кг  | Бронза |
| Кубок Владислава Пітласинські 2017                          | Фінляндія | греко-римська боротьба, до 98 кг  | 15     |
| Чемпіонат світу з боротьби серед військовослужбовців 2017   | Фінляндія | греко-римська боротьба, до 98 кг  | Бронза |
| Кубок Вантаа з боротьби 2017                                | Фінляндія | греко-римська боротьба, до 98 кг  | Золото |
| Тор Мастерс 2018                                            | Фінляндія | греко-римська боротьба, до 97 кг  | Золото |
| Меморіал Кристьяна Палусалу 2018                            | Фінляндія | греко-римська боротьба, до 97 кг  | Бронза |
| Чемпіонат світу з боротьби серед військовослужбовців 2018   | Фінляндія | греко-римська боротьба, до 97 кг  | Золото |
| Кубок Владислава Пітласинські 2018                          | Фінляндія | греко-римська боротьба, до 97 кг  | 8      |
| Кубок Арво Хаавісто 2018                                    | Фінляндія | греко-римська боротьба, до 97 кг  | Бронза |
| Тор Мастерс 2019                                            | Фінляндія | греко-римська боротьба, до 97 кг  | Золото |
| Гран-прі Німеччини з боротьби 2019                          | Фінляндія | греко-римська боротьба, до 97 кг  | Бронза |
| Всесвітні ігри військовослужбовців 2019                     | Фінляндія | греко-римська боротьба, до 97 кг  | Срібло |
| Меморіал Маттео Пелліконе 2020                              | Фінляндія | греко-римська боротьба, до 97 кг  | 5      |
| Гран-прі Загреба з боротьби 2021                            | Фінляндія | греко-римська боротьба, до 97 кг  | Бронза |
| Олімпійський кваліфікаційний турнір з боротьби 2020 (Софія) | Фінляндія | греко-римська боротьба, до 130 кг | Срібло |
| Кубок Друскінінкая 2022                                     | Фінляндія | греко-римська боротьба, до 130 кг | Срібло |

### Виступи на змаганнях молодших вікових груп
| Змагання                                          | Збірна    | Вагова категорія                 | Місце  |
| ------------------------------------------------- | --------- | -------------------------------- | ------ |
| Північний чемпіонат з боротьби серед кадетів 2011 | Фінляндія | греко-римська боротьба, до 85 кг | 7      |
| Чемпіонат Європи з боротьби серед кадетів 2011    | Фінляндія | греко-римська боротьба, до 85 кг | 17     |
| Чемпіонат світу з боротьби серед кадетів 2011     | Фінляндія | греко-римська боротьба, до 85 кг | Золото |
| Чемпіонат Європи з боротьби серед кадетів 2012    | Фінляндія | греко-римська боротьба, до 85 кг | Золото |
| Чемпіонат світу з боротьби серед кадетів 2012     | Фінляндія | греко-римська боротьба, до 85 кг | Бронза |
| Північний чемпіонат з боротьби серед юніорів 2013 | Фінляндія | греко-римська боротьба, до 96 кг | Золото |
| Північний чемпіонат з боротьби серед юніорів 2014 | Фінляндія | греко-римська боротьба, до 96 кг | Золото |
| Чемпіонат світу з боротьби серед юніорів 2014     | Фінляндія | греко-римська боротьба, до 96 кг | 15     |
| Північний чемпіонат з боротьби серед юніорів 2015 | Фінляндія | греко-римська боротьба, до 96 кг | Срібло |
| Чемпіонат Європи з боротьби серед молоді 2016     | Фінляндія | греко-римська боротьба, до 98 кг | 11     |
| Чемпіонат Європи з боротьби серед молоді 2017     | Фінляндія | греко-римська боротьба, до 98 кг | Срібло |
| Чемпіонат світу з боротьби серед молоді 2017      | Фінляндія | греко-римська боротьба, до 98 кг | Срібло |
| Чемпіонат світу з боротьби серед молоді 2018      | Фінляндія | греко-римська боротьба, до 97 кг | 11     |